# Вружеви
Вружеви (пол. Wróżewy, нім. Sagenhof) — село в Польщі, у гміні Кротошин Кротошинського повіту Великопольського воєводства.
Населення — 149 осіб (2011).
У 1975-1998 роках село належало до Каліського воєводства.

## Демографія
Демографічна структура станом на 31 березня 2011 року:
|          | Загалом | Допрацездатний вік | Працездатний вік | Постпрацездатний вік |
| -------- | ------- | ------------------ | ---------------- | -------------------- |
| Чоловіки | 74      | 21                 | 49               | 4                    |
| Жінки    | 75      | 15                 | 46               | 14                   |
| Разом    | 149     | 36                 | 95               | 18                   |